# Maria Paola Maino
Maria Paola Maino (Roma, 1940) è una scenografa e costumista italiana.

## Carriera
Maria Paola Maino ha lavorato soprattutto con il regista Bernardo Bertolucci, suo marito dal 1967 al 1972, in particolare ha allestito i set del celebre film Ultimo tango a Parigi (1972). Con lo stesso regista ha anche curato le scenografie dei film Strategia del ragno (1970), Novecento (1976) e La luna (1979).
Ha inoltre pubblicato, con altri coautori, dei libri sui mobili italiani (Il mobile italiano degli anni '40 e '50, Il mobile liberty italiano, Duilio Cambellotti: Arredi e decorazioni, Andrea Busiri Vici architetto (1903-1989), Il palazzo dell'acquedotto pugliese, A misura di bambino: Cent'anni di mobili per l'infanzia in Italia (1870-1970), Il mobile déco italiano 1920-1940).

## Filmografia
- Strategia del ragno, regia di Bernardo Bertolucci (1970)
- Ultimo tango a Parigi, regia di Bernardo Bertolucci (1972)
- Novecento, regia di Bernardo Bertolucci (1976)
- Vizi privati, pubbliche virtù, regia di Miklós Jancsó (1976)
- Berlinguer ti voglio bene, regia di Giuseppe Bertolucci (1977)
- Amo non amo, regia di Armenia Balducci (1979)
- La luna, regia di Bernardo Bertolucci (1979)